# Palais Attems

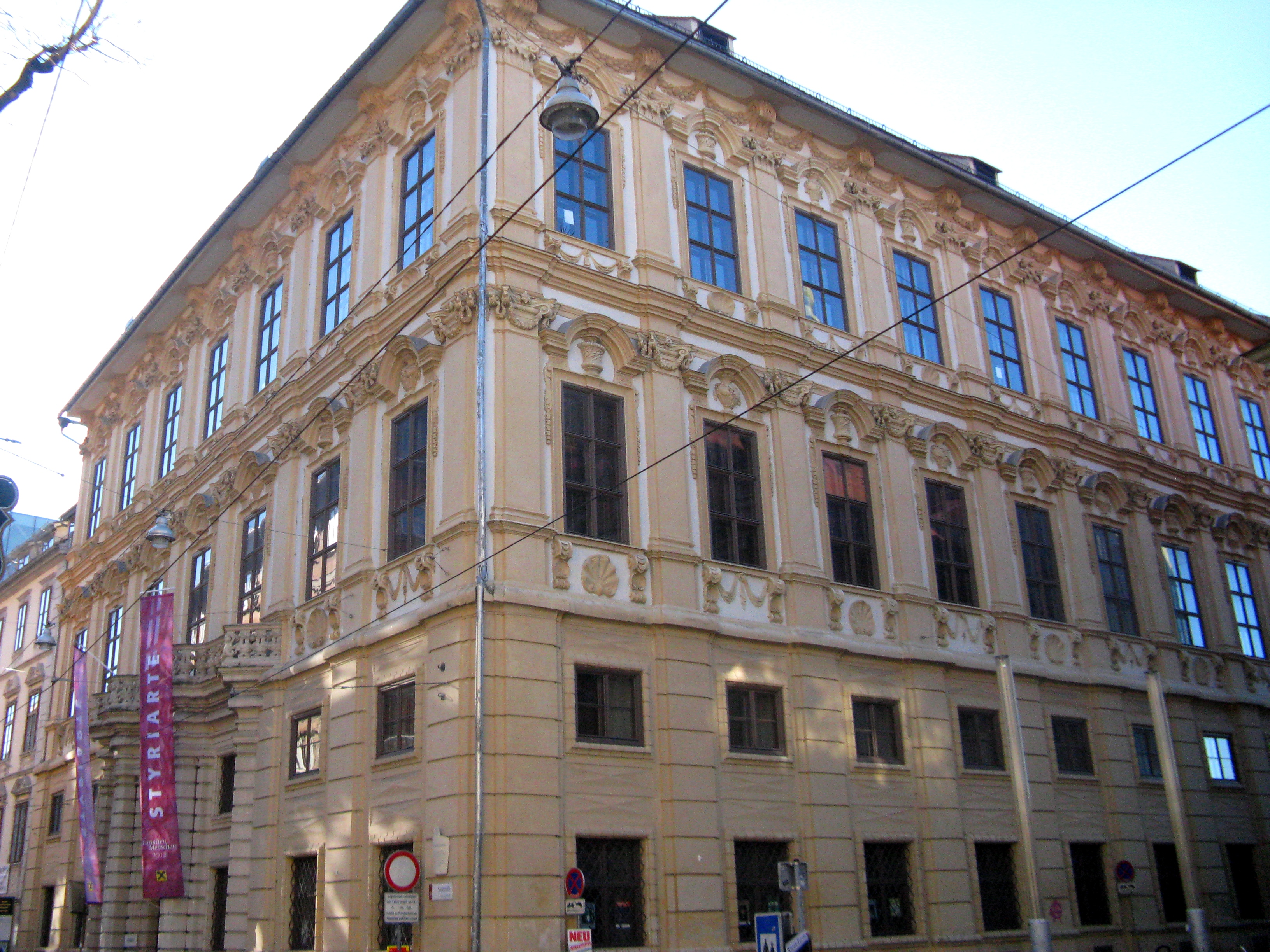
Palais Attems (2012)

Das Palais Attems, im Bundesland Steiermark in Österreich, befindet sich im Ersten Grazer Stadtbezirk Innere Stadt, am Übergang zwischen Sackstraße und Schloßbergplatz. Es ist „das bedeutendste Adelspalais der Steiermark“. An das Gebäude schließt das Kleine Palais Attems, auch Witwenpalais genannt, an. Auf der gegenüberliegenden Seite der Sackstraße befinden sich hier der Reinerhof und das Palais Khuenburg, auf derselben Straßenseite (nördlich) die Dreifaltigkeitskirche.

## Geschichte

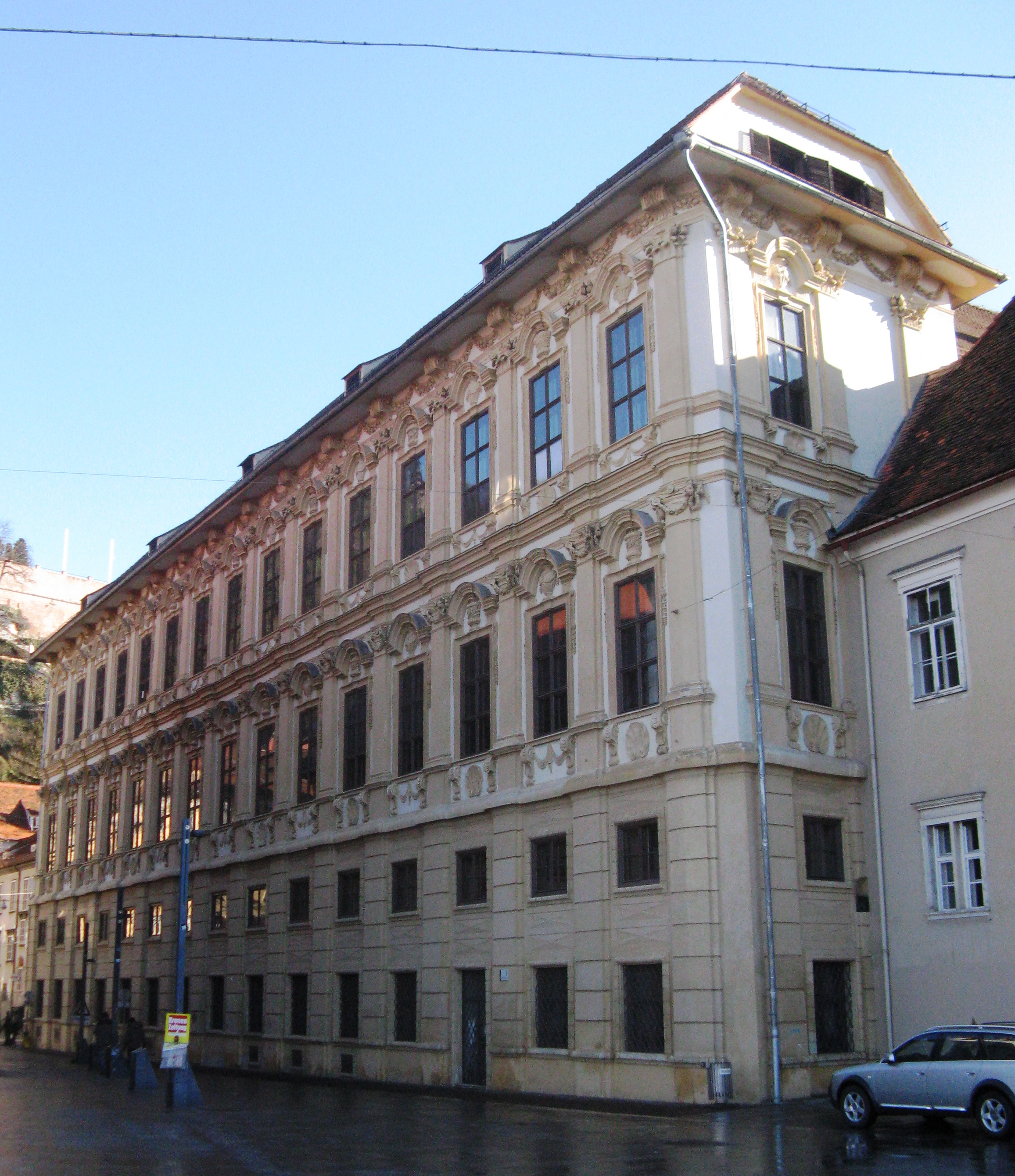
Fassade

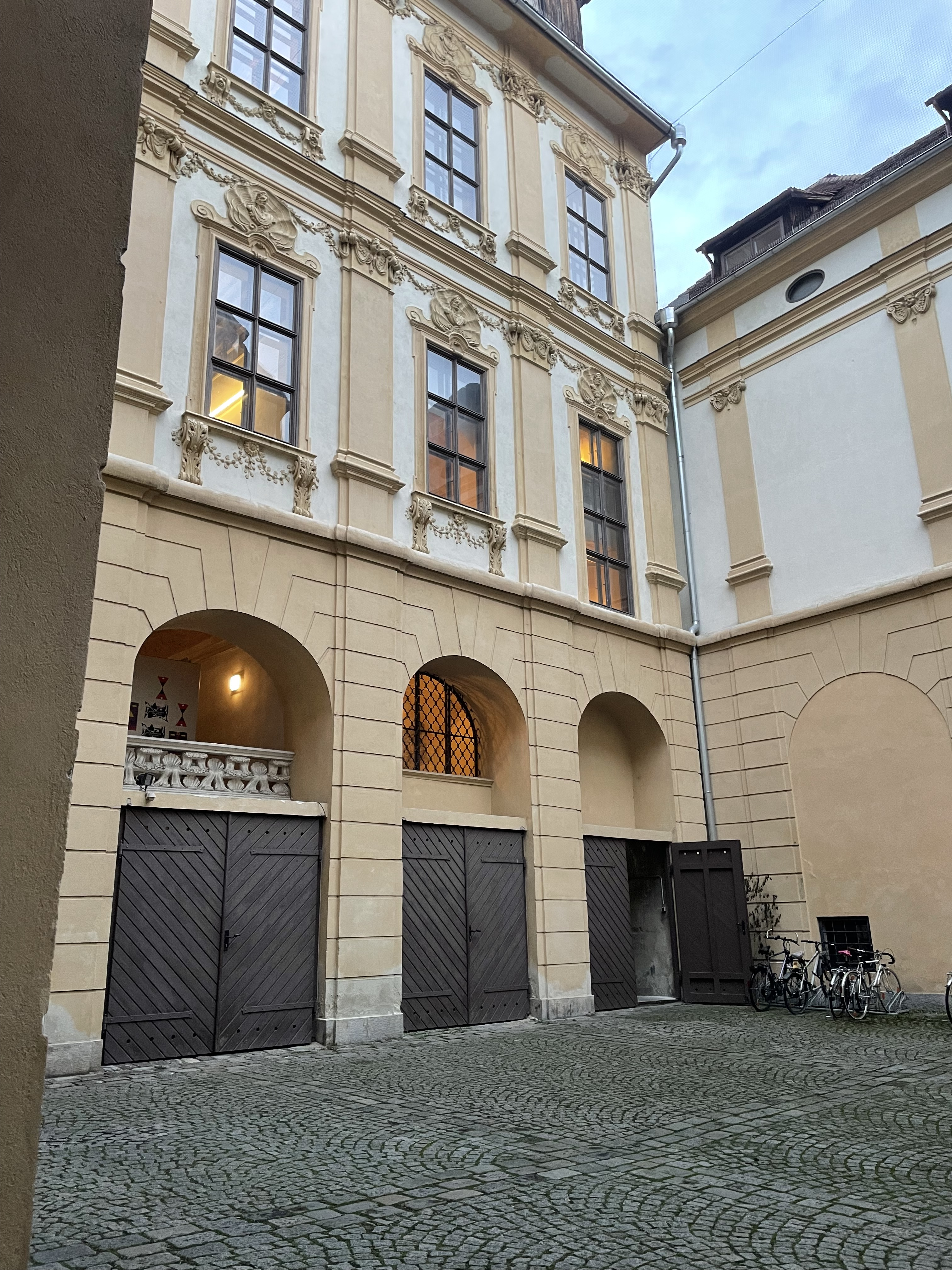
Innenhof

Der Begründer der Grazer Linie der aus Friaul stammenden Adelsfamilie Attems, Ignaz Maria Graf Attems, erwarb zwischen 1687 und 1702 sechs Bürgerhäuser, die auf dem Areal des heutigen Palais standen. Er beauftragte den Architekten Johann Joachim Carlone mit der Errichtung eines Stadtschlosses. Als weiterer beteiligter Baumeister wird Andreas Stengg vermutet. Die Arbeiten dauerten von 1702 bis 1716. Carlone soll sich in seinen Plänen bei genuesischen Vorbildern bedient haben und arbeitete bis 1705 am Palais mit. Zu dieser Zeit existierte in diesem Bereich der Sackstraße noch das erste Sacktor als Teil der gotischen Stadtmauer.
Graf Ignaz Maria von Attems, der das Gebäudeinnere reich ausstatten ließ, begann, die bedeutendste private Kunstsammlung der Steiermark anzulegen. Sie umfasste Gemälde, Waffen, Tapisserien und Rüstungen, sowie eine große Bibliothek. Durch einen Familienfideikommiss gelangte das Palais Attems nach dem Tod des Eigentümers jeweils an den erstgeborenen Sohn. Die Innenausstattung wurde zwischen 1732 und 1750 durch Graf Franz Dismas Attems um zahlreiche Wandvertäfelungen und Kachelöfen erweitert.
Franz Dismas' Sohn, Ignaz Maria II., fügte der Sammlung weitere Kunstwerke von seinen Reisen durch Europa hinzu. Die Ausstattung mit Rokoko-Wandvertäfelungen und den Kachelöfen wurde durch ihn vervollständigt. Als Graf Ferdinand Attems 1800 zum steirischen Landeshauptmann gewählt wurde, war die Arbeit an der Innenausstattung noch nicht abgeschlossen. Die Holzvertäfelungen wurden mit goldenen Schnitzereien versehen. Über einhundert Jahre später, mit dem Ausbruch des Ersten Weltkriegs, begann der Niedergang der Adelsfamilie Attems. Von 1915 bis 1946 befand sich das Stadtpalais im Besitz des Grafen Ferdinand III. Attems, der einige Räume an die Stadt Graz vermietete. 1933 begann man, die Galerieräume der Kunstsammlung der Öffentlichkeit zugänglich zu machen.
Infolge des Zweiten Weltkriegs gingen dem Palais Attems zahlreiche Kunstschätze verloren. Sogar die Livreen der Dienergarderobe wurden geplündert. 1945 durch einen Bombentreffer beschädigt, wurde 1946 mit dem Abverkauf der Kunstsammlung, der Bibliothek und der Waffensammlung begonnen. Da die Grafen Attems durch den Krieg große Teile ihres Besitzes in Jugoslawien verloren hatten und das Palais restauriert werden musste, gestaltete sich ihre Finanzlage als prekär.
Ignaz Maria V. Attems übersiedelte 1958 nach Wien und ließ ein leeres Palais zurück. 1962 entschloss er sich, das Palais an das Land Steiermark zu verkaufen. Zwei Jahre später begann man mit der Renovierung der Nord- und Ostfassade, 1968 die Hofseite. Von 1971 bis 1982 dauerte die Innenrestaurierung.
Heute sind im Palais die Büros der styriarte, des Festivals Steirischer Herbst, die Redaktion der Literaturzeitschrift manuskripte und zwei der sechs Grazer CV-Verbindungen (KÖStV Traungau Graz,  KÖAV Albertina Graz) untergebracht. Einzelne Räume werden für spezielle Anlässe vermietet.

## Architektur und Gestaltung

### Außenbau

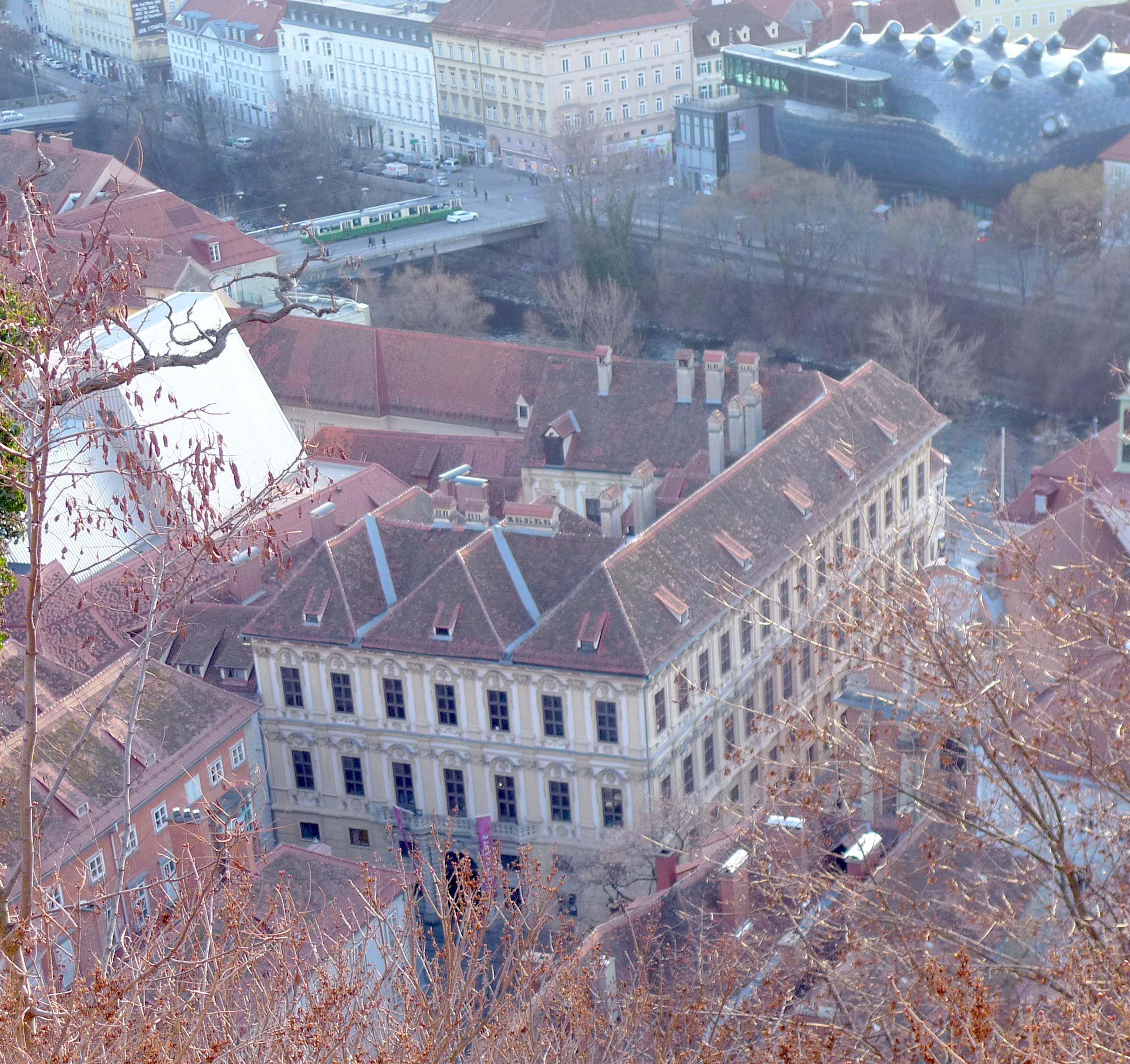
Blick auf die Gesamtanlage

Das U-förmige, blockhafte Gebäude mit vier Geschoßen umschließt einen fast quadratischen Innenhof. Die Barock-Fassade ist sowohl auf der Straßenseite, als auch im Innenhof reich mit Stuckaturen von Domenico Boscho verziert. Die Fassadengestaltung  stand unter dem Einfluss oberitalienischer Palastbauten. Beide Straßenfronten dienen als repräsentative Fassaden. Die unteren Halbgeschoße wurden zu einer Sockelzone zusammengefasst und haben Fenster mit rustizierenden Steinrahmungen. In den beiden Obergeschoßen sind die Fenster mit Brauenbogen-Verdachungen und stuckverzierten Vasen versehen. Die oberen Fassadengeschoße sind mit ionischen und kompositen Pilastern, zwischen denen ein Gurtgesimse verläuft, von der unteren Zone getrennt.
Auf Seite der „Sackstraße“ tritt ein wuchtiges Rustika-Rundbogen-Steinportal hervor. Es wird von rustizierenden Pfeilern flankiert. Im Bogenscheitel des Portals ist ein Sandstein-Allianzwappen der Familie Attems und Wurmbrand angebracht. Es stellt die Verbindung des Erbauers Graf Ignaz Maria Attems mit seiner ersten Frau, der Gräfin Maria Regina Wurmbrand, dar. Über dem Wappen befindet sich ein Altan mit einer Steinbalustrade mit figürlichen Darstellungen. Die geschnitzten Torflügel mit den Beschlägen entstammen der Erbauungszeit. Abgeschlossen wird das Tor durch ein schmiedeeisernes Oberlichtgitter in Rankenform. Die ebenfalls schmiedeeisernen Fenstergitter stammen aus der Mitte des 18. Jahrhunderts.

### Innenausstattung

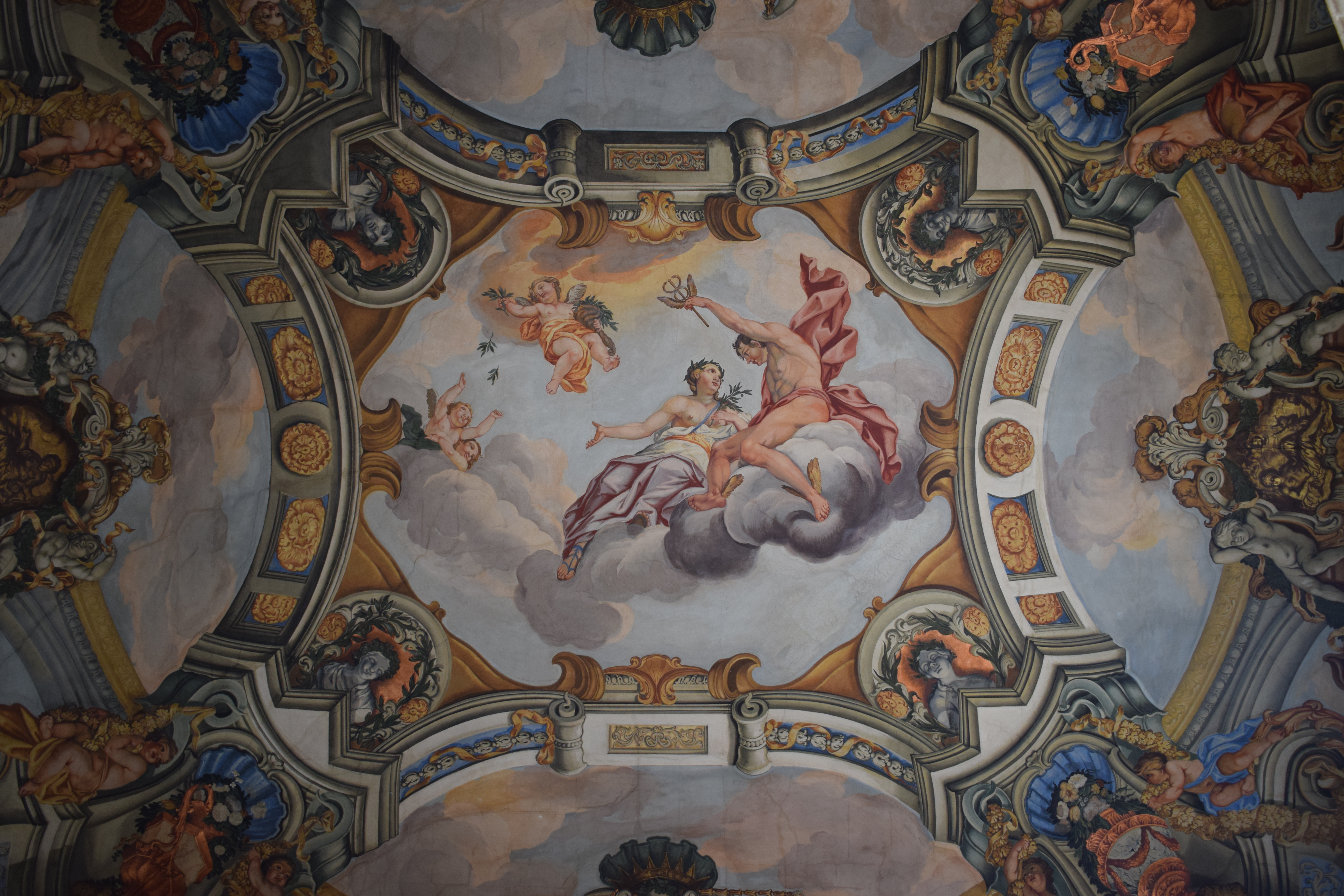
Deckenfresko des Stiegenhauses

Die Ausstattung der Innenräume erfolgte in drei Phasen. Unter der Gesamtleitung von Domenico Boscho wurden ab 1706 die Deckenstuckaturen ausgeführt. Sein Auftraggeber war Graf Ignaz Maria I. Attems. Nach 1702 malte Franz Carl Remp mit seinen Gehilfen die Decken- und Supraportengemälde sowie etliche Seccomalereien. Bis um 1710 war die erste Phase der Ausgestaltung abgeschlossen.
Unter dem Grafen Franz Dismas Attems und dessen Sohn Ignaz Maria II. wurden die Wandvertäfelungen und Kachelöfen nach Entwürfen von Josef Hueber gefertigt. In der dritten Phase wurden unter Graf Ferdinand Attems josephinisch-klassizistische Schnitzdekorationen an den Wandvertäfelungen und den Kachelöfen angebracht.
In allen Räumen der beiden Obergeschoße sind Deckenstuckaturen im Übergang vom Akanthus- und Laubwerk- zum Bandlwerkornament erkennbar. Zusätzlich ist der Stuck mit Gold-, Silber- und Kupferauflagen verziert. Die Decken- und Supraportenbilder enthalten Darstellungen aus dem Alten Testament und eine antik-mythologische Motivik. Die Stücke der umfangreichen Kunstsammlung sind in der Nachkriegszeit verloren gegangen.

#### Erdgeschoß
Durch das Portal erreicht man ein zwei-jochiges Vestibül, dessen Decke mit zarten Bandl- und Laubwerkstuck ausgeschmückt ist. Seitlich davon führen zwei Stiegenaufgänge mit durchbrochenen Steinbalustraden und Laternen auf Steinpfosten in die oberen Stockwerke. Nach dem Eingang befinden sich rechts und links Steintore mit Vasen haltenden Puttenpaaren aus Stuck. Die Erdgeschoßräume sind mit reichem Stuck ausgestattet, einige davon im Muschelstil. Im Osttrakt ist das enge Stiegenhaus mit einer zweiarmigen Treppe besonders erwähnenswert.

#### 1. Obergeschoß

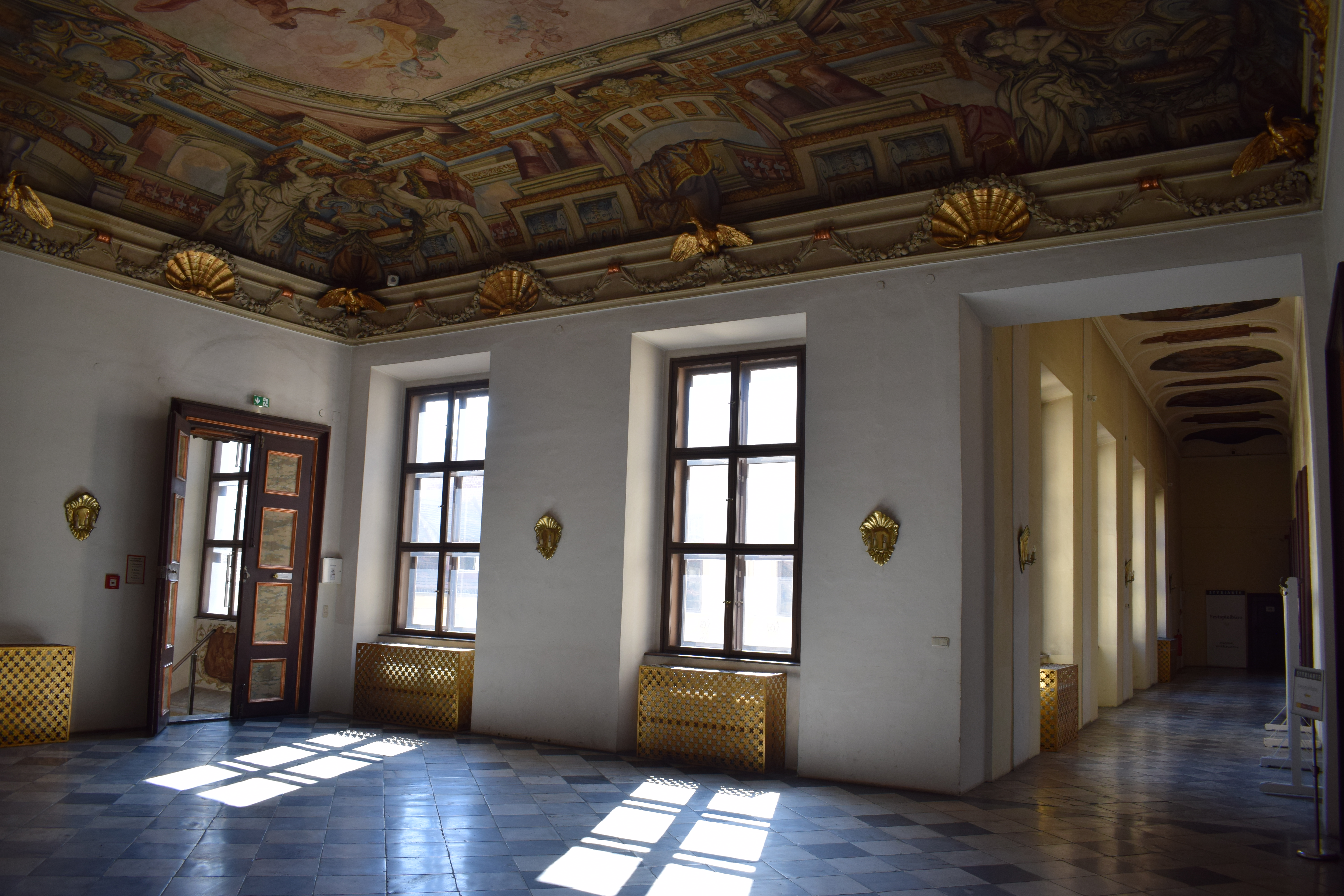
Vorsaal der Beletage

Der erste Stock diente früher als Beletage zu repräsentativen Zwecken; die dortigen Prunkräume gehören „zum Schönsten […], was der österreichische Barock auf dieser Stilstufe geleistet hat.“ Dazu tragen auch die Malereien von Franz Carl Remp bei, die Motive aus der Bibel und der Antike sowie allegorische Anspielungen auf die Familie Attems darstellen. So ist im Vorsaal ein Deckenfresko mit einer Darstellung der Apotheose des Hauses Attems zu sehen. Das „Prunkzimmer“ ist mit zahlreichen Wand- und Deckengemälden ausgestattet. Auch befinden sich darin fünf Gobelins aus der Brüsseler Manufaktur des Heinrich Reydams und ein Kachelofen mit Reliefzier. Das sogenannte „Kamin-Zimmer“ ist mit zahlreichen Darstellungen mythologischer Figuren ausgestattet.

#### 2. Obergeschoß
Im zweiten Stock waren zunächst die Wohnräume der Familie untergebracht, später wurden sie in eine Bibliothek und eine Gemäldegalerie umgewandelt. Gegen Ende des Zweiten Weltkriegs ging ein großer Teil der reichen Einrichtung verloren, unter anderem die größte private Gemäldesammlung der Steiermark. Zu den sehenswerten Räumen zählen der „Große Salon“ mit prächtigen Deckengemälden, auch „Affensaal“ genannt. In ihm werden Groteskenmalereien mit exotischen Figuren und Landschaftsdarstellungen gezeigt. An der Decke treten halbplastische Affen aus Bronze hervor. Das Deckengemälde, das Apoll und Abundantia im Kreis der Künste und Wissenschaften zeigt, ist von acht Medaillons gerahmt. Der benachbarte „Vogelsaal“ ist reich an Szenen der griechischen Mythologie. Er erhielt seinen Namen wegen der Darstellungen von Vögeln aller Art.